# Episodi di Professor T. (serie televisiva britannica) (terza stagione)
La terza stagione della serie televisiva Professor T., composta da sei episodi, è stata trasmessa in prima visione assoluta sul canale britannico ITV  dal 27 marzo al 1º maggio 2024.
In Italia, la stagione è stata trasmessa in prima visione assoluta su Rai 2 dal 10 luglio al 28 agosto 2024.
| n° | Titolo originale        | Titolo italiano              | Prima TV UK    | Prima TV Italia |
| -- | ----------------------- | ---------------------------- | -------------- | --------------- |
| 1  | Heir to the Throne      | Erede al trono               | 27 marzo 2024  | 10 luglio 2024  |
| 2  | The Perfect Pictures    | La foto perfetta             | 3 aprile 2024  | 17 luglio 2024  |
| 3  | Truth and Justice       | Verità e giustizia           | 10 aprile 2024 | 24 luglio 2024  |
| 4  | A Little Drop of Poison | Una piccola goccia di veleno | 17 aprile 2024 | 14 agosto 2024  |
| 5  | The Conference          | La conferenza                | 24 aprile 2024 | 21 agosto 2024  |
| 6  | Attachment Issues       | La svolta                    | 1º maggio 2024 | 28 agosto 2024  |

## Erede al trono
- Titolo originale: Heir to the Throne
- Diretto da:
- Scritto da:

## La foto perfetta
- Titolo originale: The Perfect Pictures
- Diretto da:
- Scritto da:

## Verità e giustizia
- Titolo originale: Truth and Justice
- Diretto da:
- Scritto da:

## Una piccola goccia di veleno
- Titolo originale: 	A Little Drop of Poison
- Diretto da:
- Scritto da:

## La conferenza
- Titolo originale: The Conference
- Diretto da:
- Scritto da:

## La svolta
- Titolo originale: Attachment Issues
- Diretto da:
- Scritto da: